# Čchang-e 1
Čchang-e 1 (čínsky v českém přepisu Čchang-e i-chao, pchin-jinem Cháng'é yī hào, znaky 嫦娥一号) je první čínská kosmická sonda určená k průzkumu Měsíce v rámci programu Čchang-e. K Měsíci odstartovala 24. října 2007 a svou činnost ukončila nárazem do povrchu Měsíce 1. března 2009.

## Poslání
Čína se rozhodla uskutečnit vlastní program týkající se Měsíce, nazvaný Čínský program výzkumu Měsíce či program Čchang-e. Program byl vyhlášen v roce 2003. Vyslání sondy Čchang-e 1 je jeho první misí. Sonda měla na oběžné dráze Měsíce rok ověřovat technologie budoucích zatím bezpilotních misí a zkoumat lunární povrch a prostředí u Měsíce. Hlavní vědecké úkoly zahrnovaly:
- trojrozměrné stereoskopické snímkování měsíčního povrchu;
- stanovení rozložení užitečných prvků na povrchu a odhad jejich množství;
- průzkum tloušťky lunární půdy;
- vyhodnocení zdrojů helia-3;
- průzkum kosmického prostředí mezi Zemí a Měsícem.

## Technické parametry
Sonda měla hmotnost 2350 kg, z čehož 130 kg připadalo na vědecké vybavení – výškoměr, kameru, spektrometr, radiometr a další přístroje. Konstruktéři vycházeli z tělesa spojovací družice DFH-3.

## Průběh letu

### Zahájení mise
Sonda Čchang-e 1 úspěšně odstartovala 24. října 2007 z kosmodromu Si-čchang s pomocí rakety Dlouhý pochod CZ-3A. Nejdříve několik dní kroužila kolem Země a 31. října 2007 byla navedena na cestu k Měsíci.

### Činnost u Měsíce
Dne 5. listopadu téhož roku se dostala na oběžnou dráhu Měsíce ve výšce 200 km kolem Měsíce., což bylo oficiálně 7. listopadu potvrzeno.
Během roku 2008 vyslala na Zem řadu fotografií. Bez problémů přečkala dvojí zatmění Měsícem, dvouhodinové 21. února 2008 a tříhodinové 16. srpna 2008. Protože kapacita akumulátorů sondy je 168 minut, bylo nutné přerušit na potřebnou dobu vysílání a řadu přístrojů vypnout.

## Další údaje
- Sonda byla pojmenována po čínské bohyni Měsíce Čchang-e (resp. dívce, která na Měsíci podle pověsti žije).
- Náklady na misi se předpokládali ve výši 1.4 miliardy yuanů (asi 170 mil. USD).
- Signály ze sondy přijímaly dvě sledovací stanice na území Číny, řadu dat čínské úřady uvolnily i pro Evropskou kosmickou agenturu ESA.